# Cúrio (Chipre)

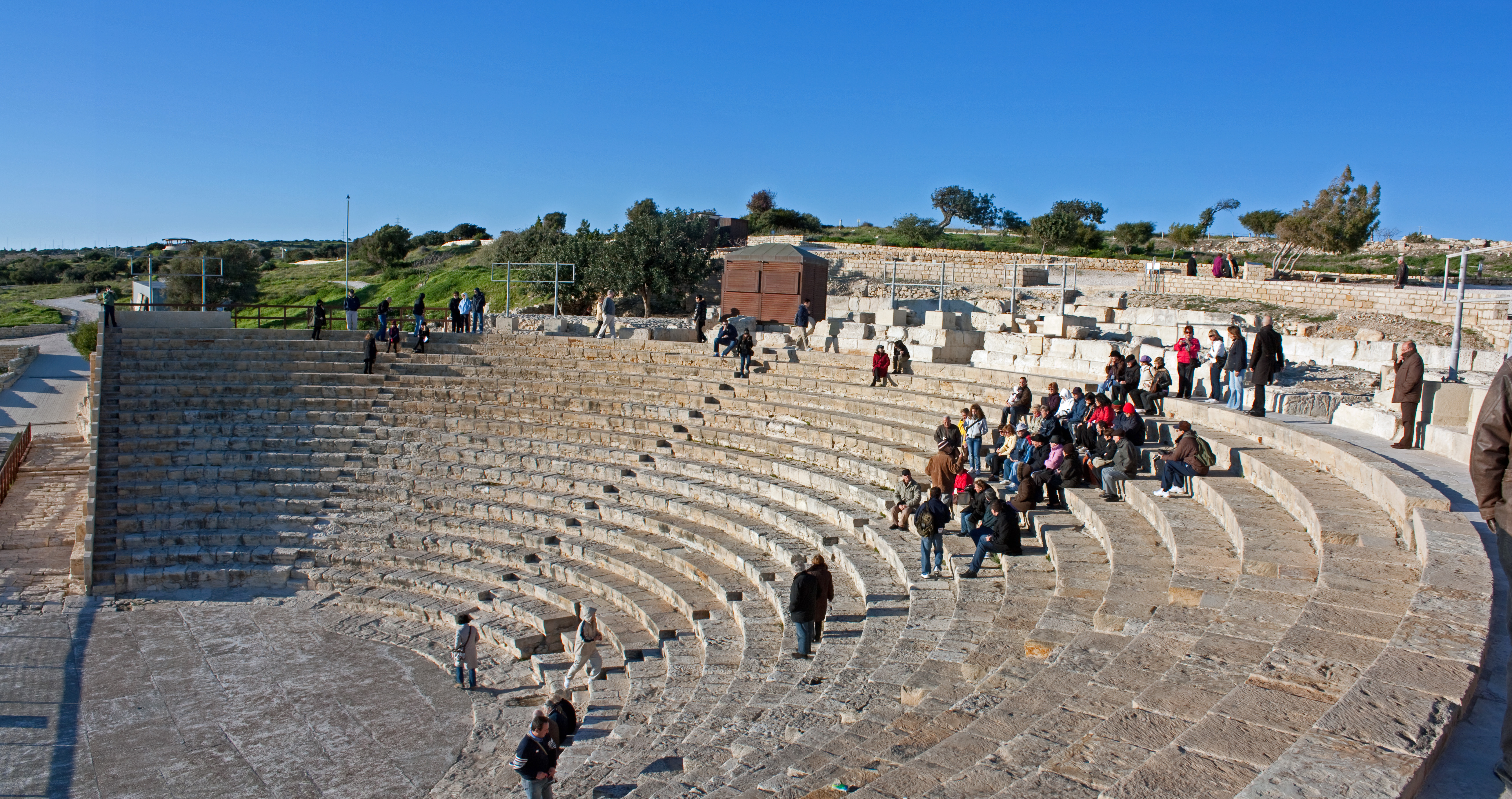
Antigo teatro romano em Cúrio

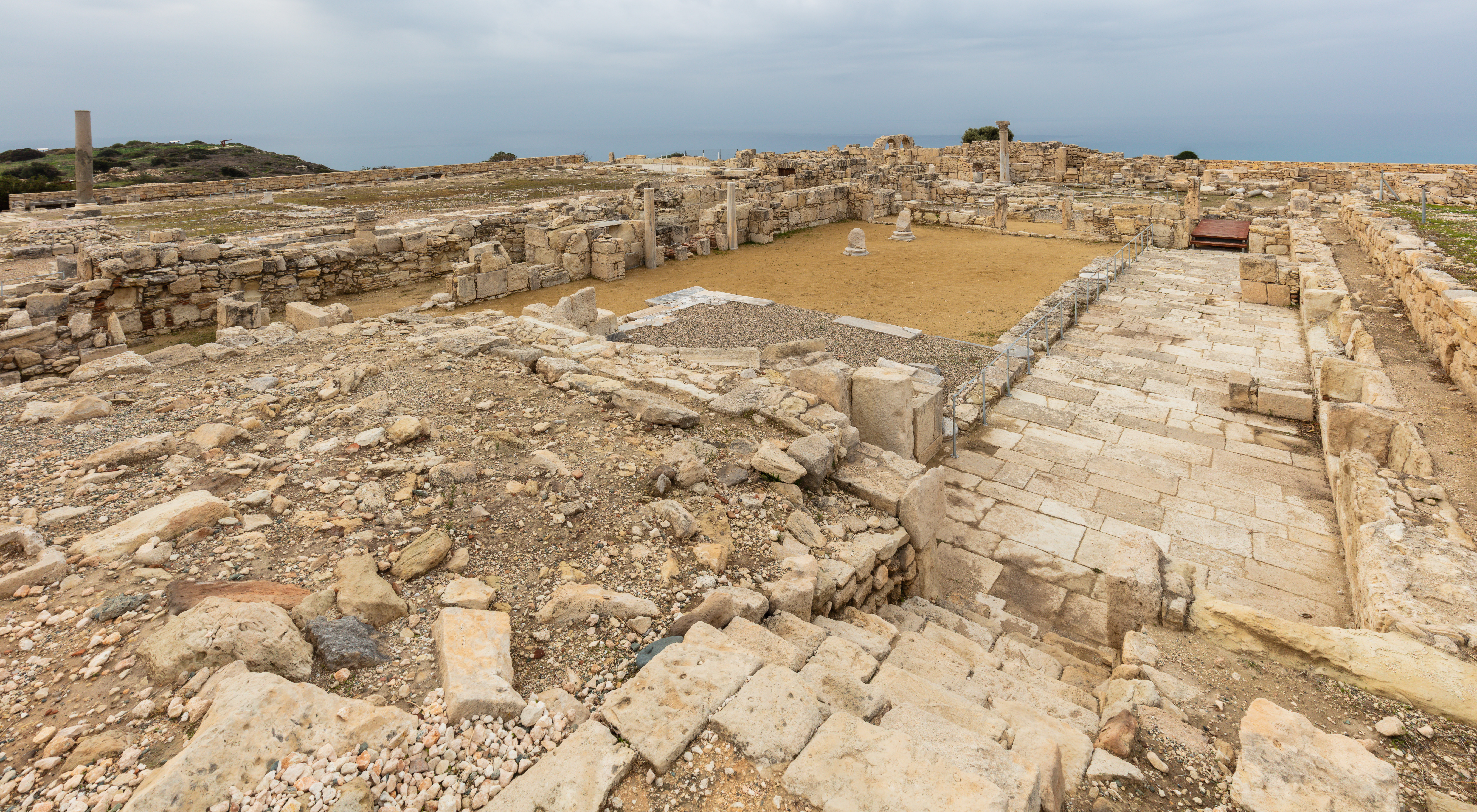
Velha basílica

Cúrio (em grego:  Κούριον;Kourion) era uma cidade antiga na costa sudoeste de Chipre, no vale do rio Curis torno sendo ocupada desde pelo menos o período Neolítico (4500-3800 aC) até o presente. A acrópole de Cúrio, localizada a 1,3 km ao sudoeste de Episcópi e 13 km a oeste de Limassol, está localizada no topo de um promontório de calcário de cerca de 43 a 51 metros de altura ao longo da costa da Baía de Episcópi. O sítio arqueológico de Cúrio faz parte do território ultramarino britânico de Acrotíri e Deceleia. A zona arqueológica de Cúrio é gerida pelo Departamento de Antiguidade do Chipre e é listada como um Patrimônio Mundial pela UNESCO.
Cúrio era um centro urbano de importância considerável dentro Chipre, especialmente durante o período romano. A cidade é mencionada por vários autores antigos, como Ptolomeu (v 14. § 2.), Estêvão de Bizâncio, Hiérocles e Plínio, o Velho. Cúrio atingiu seu auge sob o domínio romano.